# Тельманово (Черняховський район)
Тельманово (рос. Тельманово), до 1945 року — Діттлакен (нім. Dittlacken) — селище Черняховського району, Калінінградської області Росії. Входить до складу Свободненського сільського поселення.
Населення —  155 осіб (2015 рік). 

## Населення
| 2002 | 2010 |
| ---- | ---- |
| 190  | ↘155 |